# Listă de soprane române
Aceasta este o listă de soprane române:
- Tamara Alexandru
- Lidia Babici
- Maria Bieșu
- Laura Bretan
- Roxana Briban
- Diana Bucur
- Rodica Bujor
- Mirela Bunoaica [1]
- Maria Cebotari
- Lella Cincu [2]
- Alexandra Coman [3]
- Roxana Constantinescu
- Mioara Cortez
- Cellia Costea
- Ileana Cotrubaș
- Valentina Crețoiu
- Florica Cristoforeanu

- Hariclea Darclée

- Eleonora Enăchescu

- Felicia Filip

- Angela Gheorghiu
- Teodora Gheorghiu

- Carmen Hanganu
- Anita Hartig

- Magda Ianculescu
- Bianca Ionescu [4]
- Irina Iordăchescu [5][6]
- Simina Ivan

- Marina Krilovici
- Mizzi Locker

- Elisabeta Marin
- Mihaela Mărăcineanu
- Iolanda Mărculescu
- Nelly Miricioiu
- Eugenia Moldoveanu
- Elena Moșuc
- Silvia Sorina Munteanu

- Valentina Naforniță
- Elisabeta Neculce-Carțiș
- Maria Macsim Nicoară
- Mariana Nicolesco
- Maria Slătinaru-Nistor [7]
- Anca Parlog

- Madeleine Pascu
- Cristina Radu
- Maria Răducanu
- Stella Roman
- Mihaela Cornelia Popa Mijea Siegler [8]
- Andreea Soare [9][10]
- Mariana Stoica (soprană) [11]
- Georgeta Stoleriu

- Laura Tătulescu
- Elena Teodorini

- Viorica Ursuleac

- Julia Varady
- Leontina Văduva
- Daniela Vlădescu [12][13]

- Mirela Zafiri
- Virginia Zeani